# Código de Direito Canónico

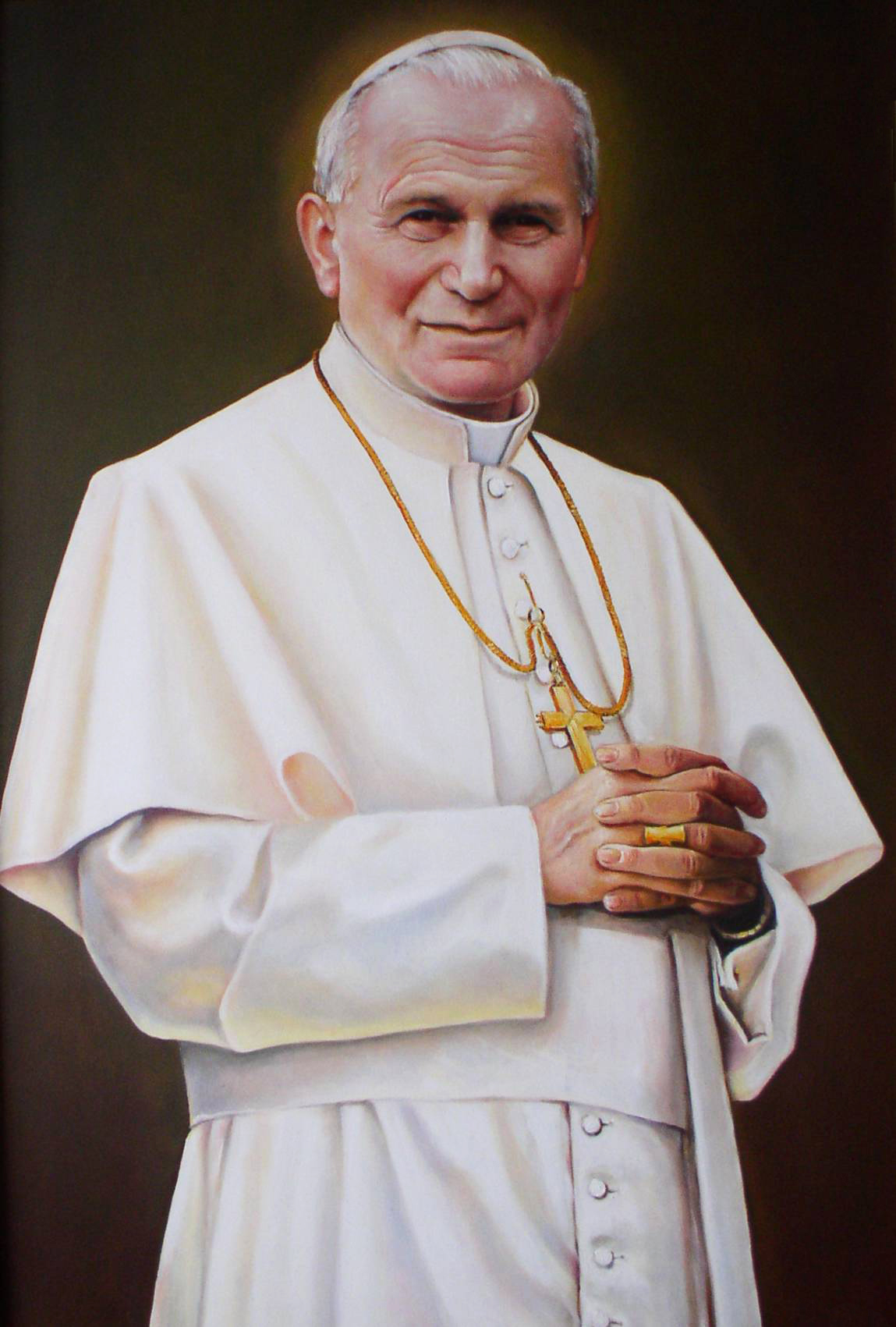
João Paulo II foi o papa que promulgou o atual Código de Direito Canónico em vigor, do ano de 1983

O Código de Direito Canónico (em latim Codex Iuris Canonici; CIC) é o conjunto ordenado das normas jurídicas do direito canónico que regulam a organização da Igreja Católica Romana (de rito latino), a hierarquia do seu governo, os direitos e obrigações dos fiéis e o conjunto de sacramentos e sanções que se estabelecem pela contravenção das mesmas normas. Na prática é a constituição da Igreja Católica.

## Na Idade Média

### A Coleção Dionisiana
Dionísio, o Pequeno, natural da Cítia, conhecedor do grego e do latim, que viveu em Roma como monge (entre 500 até 545), pode ser considerado o iniciador do Direito Canônico com sua obra compiladora conhecida como Codex canonum ecclesiasticorum. Na sua primeira versão, ele mesmo explica sua composição: põe primeiro os 50 cânones apostólicos, depois os dos concílios de Niceia, Ancira, Neocesareia, Gangres, Antioquia, Laodiceia e  Constantinopla, totalizando 165 cânones para em seguida acrescentar 27 cânones do concílio de Sárdica e 138 cânones do concílio cartaginês (419), além dos de Calcedônia. A segunda versão estimada como definitiva e mais ou menos conservada no original, corrigiu falhas da versão anterior e criou um índice de todos os textos. A coleção foi completada pelo autor com decretais dos papas Sirício (384-399), Anastácio (399-401) e Bonifácio (418-422). A obra de Dionísio, completada na época do papa Símaco (481-514) é marcadamente jurídica e tem o valor de reunir num só volume a documentação referente a séculos anteriores, e de uma forma que ressalta a  praticidade de seu manuseio, largamente utilizada pelos sumos pontífices, de modo a ser muitas vezes chamada de coleção semi-oficial da Igreja na Roma de então. Dionísio era também matemático e foi ele quem fez o cômputo do nascimento de Cristo que acabou por fixar o início do nosso calendário em 753 da era de Roma, ano do início da era cristã.

### O Decreto de Burcardo de Worms
Na Alemanha publicou-se o importante decreto com o título de Código de Reforma Imperial, também conhecido por diversos outros nomes - Decreto, Livro de Decretos, Coleção de Cânones ou, simplesmente Burcardo. Seu autor que foi bispo de Worms (1000-1025), a mais importante diocese alemã, compôs sua obra em 20 volumes com grande dispêndio de tempo e esforço, provavelmente vindo em auxílio aos bispos no governo de suas dioceses e em favor de uma reforma geral na Igreja alemã. Coletou cânones, leis, normas, concílios, disposições da Igreja de Roma relativas à alta hierarquia, ao clero, aos tribunais, aos bens temporais da Igreja, aos livros, aos sacramentos do batismo, da confirmação, do matrimônio e da eucaristia. Tratou de disposições referentes ao homicídio, ao furto, ao perjúrio, à magia, aos sortilégios, ao jejum, à fornicação, às virgens e viúvas, à visitação aos enfermos e à reconciliação pela penitência, aos julgamentos, aos advogados e testemunhas, ao imperador, aos príncipes e à Teologia dogmática. Entre os princípios desposados pelo Decreto de Burcardo estão a independência do poder eclesiástico para realizar a reforma da Igreja com colaboração mas não ingerência do poder civil, a submissão dos mosteiros ao bispos, a reforma do clero diocesano (e o aconselhamento para que procurem viver em comunidade), o reconhecimento do celibato desse clero como regra com indulgência para os casados e uma série de normas penitenciais. Foi grande a influência deste decreto, só enfraquecendo após a Reforma gregoriana. O período compreendido entre 1050 e 1150 foi marcado por uma ordem jurídica definida pela confluência entre as formas do direito escrito e oral, de modo que as normas, bulas e legislações conciliares tinham sua aplicação determinada pela realidade social da jurisdição (iurisdictio), isto é, a legítima capacidade de "dizer o direito". Como afirma o historiador e medievalista Leandro Rust: "as normas escritas não estabeleciam os limites das experiências e expectativas (...).  A voz clerical remodelava o textual incessantemente, segundo a vivência de necessidades circunstanciais e o peso de desafios temporários. (...) As maneiras de relembrar o texto canônico eram constantemente refeitas; o modo de interpretá-lo estava sempre em movimento".

### O Decreto de Graciano
Conhecido como Concordia Discordantium Canonum, foi elaborado pelo Mestre em Direito, Frei João Graciano, que a concluiu aproximadamente em 1140. É realmente um monumento jurídico da mais alta importância, indo muito além do que uma coletânea de textos. O documento estabelece critérios para avaliação dos textos com comentário científico, inclui roteiro para o aprendizado, conforme o costume da universidade de Bolonha, apresenta princípios de proposições do Direito (distinctiones) e alega casos práticos (quaestiones), cuja solução oferece nos capitula. Com frequência, emprega as alternativas dos sic et non, no melhor estilo de Abelardo, para resolver contradições entre os textos. Entre as fontes utilizadas estão a Sagrada Escritura, o direito natural, Os Cânones dos Apóstolos, concílios ecumênicos, preceitos do Direito romano teodosiano e do justiniano, leis civis germânicas, capitulares de reis e imperadores medievais (Henrique I e Ótão I), Decretos de Bucardo e Ivo de Chartres, decretais dos papas Pascoal II (1099-1118) e Inocêncio II (1130-1143) e até o concílio Lateranense II (1139). Ao todo, Graciano e sua equipe investigaram 3458 textos. Apesar de sua grande fama e de seu texto ter sido utilizado no currículo de Direito Canônico das universidades, o valor jurídico da obra como as demais anteriores permaneceu como o de uma coleção privada, jamais tendo obtido aprovação oficial da Igreja.

## O Código de 1917
Até 1917 a Igreja Católica era regida por um conjunto disperso e não colocado em código unificado de normas jurídicas tanto espirituais como temporais. O Concílio Vaticano I fez referência à necessidade de realizar uma compilação onde se agrupassem e ordenassem essas normas, se eliminassem as que já não estavam em vigor e se codificassem as restantes com ordem e clareza.
As ligeiras compilações efectuadas pelos papas Pio IX e Leão XIII resultaram insuficientes. Ter-se-ia de esperar até que Pio X criasse em 1904 uma comissão para a redacção do Código de Direito Canónico. Após doze anos de trabalhos, seria o Bento XV que promulgaria o Código em 27 de maio de 1917. O Código entrou em vigor em 19 de maio de 1918. O Código de Direito Canónico de 1917 é conhecido pelos seus dois principais impulsionadores, como Código Pio-Beneditino.
O novo código passou a formar um corpo único e autêntico para toda a Igreja Católica de rito latino, criando-se uma comissão de interpretação do mesmo no ano da sua promulgação que, desde então, era a única competente para esclarecer as dúvidas que poderiam surgir e cujos ditames têm o valor de uma interpretação autêntica sobre qualquer dos cânones do código.
Por sua vez, continuou-se o trabalho de codificação, com o intuito de completar o ordenamento jurídico com um código de direito canónico para as Igrejas sui iuris ou autónomas, de rito oriental. Estas Igrejas estão em comunhão com o Romano Pontífice, e têm uma tradição disciplinar e jurídica própria desde tempos imemoriais. O código dos Cânones das Igrejas Orientais  foi publicado em 1991.

## O Código de 1983
Quando João XXIII convocou o Concílio Vaticano II, anunciou a reforma do Código, que se atrasou até à finalização do Concílio. Morto João XXIII e terminado o Concílio, Paulo VI nomeou a comissão reformadora em 1964.
O código manteve a sua natureza distinta para ambas as igrejas, a latina e a oriental, tal como estava estabelecido no de 1917. Os Decretos conciliares tinham modificado uma parte substancial do Código de 1917, e os primeiros trabalhos dirigiram-se à adaptação e derrogação dos cânones afectados. Foram feitas consultas a todos os bispos do mundo e a outros eclesiásticos, bem como a todas as faculdades de direito canónico. Foram realizados dois projectos em 1977 e 1980 que foram objecto de estudo por canonistas, bispos, cardeais e superiores religiosos. Com todas as reflexões foi feito o esboço  de 1982. Em 25 de janeiro de 1983 o Papa João Paulo II promulgou o novo Código, que entrou em vigor em 27 de novembro do mesmo ano. Igualmente nomeou o novo órgão de interpretação do texto, denominado Pontifícia Comissão, para a interpretação autêntica do Código de Direito Canónico, com as mesmas funções que tinha a anterior comissão de interpretação. Em 1988, mediante a constituição apostólica Pastor Bonus, esta comissão transformou-se no Pontifício Conselho para os Textos Legislativos, com umas competências mais amplias e articuladas.
Paralelamente, com a convocatória do Concílio Vaticano II foi abandonada a codificação oriental e começou-se uma nova codificação do direito oriental, que terminou em 1991 com a promulgação do Codex Canonum Ecclesiarum Orientalium, ou Código dos Cânones das Igrejas Orientais. Este Código veio completar a codificação na Igreja Católica, ao estar em vigor para as Igrejas sui iuris católicas de rito oriental.

## Conteúdo

### Organização
O Código de Direito Canónico está ordenado em cânones que cumprem funções similares aos artigos nos textos legislativos civis e divide-se em sete livros:
1. Livro Primeiro: Das normas gerais;
2. Livro Segundo: Do Povo de Deus;
3. Livro Terceiro: Da função de ensinar da Igreja;
4. Livro Quarto: Da função de santificar a Igreja;
5. Livro Quinto: Dos bens temporais da Igreja;
6. Livro Sexto: Das sanções na Igreja;
7. Livro Sétimo: Dos processos.

### Temas
Os temas principais tratados pelo CIC de 1983 são:
1. O papel do Romano Pontífice e do Colégio Episcopal;
2. A organização da Cúria Romana, seus conselhos, congregações e tribunais; as funções da Secretaria de Estado e do Sínodo permanente;
3. As regras para a constituição das associações de fiéis, das sociedades de vida apostólica, dos institutos de vida consagrada, das prelazias pessoais e das administrações apostólicas;
4. A organização da igreja nacional. A estrutura das dioceses, arquidioceses, das prelazias, abadias territoriais, administrações apostólicas, prelazias pessoais, dos ordinariatos militares, eparquias, das províncias e regiões eclesiásticas, das conferências episcopais, dos sínodos diocesanos, dos concílios provinciais e plenários, dos cabidos metropolitanos e das paróquias;
5. A organização das dioceses; o papel dos vigários episcopais, dos vigários gerais e dos vigários judiciais no governo da diocese; o papel do Arcebispo e suas funções na administração da província eclesiástica; a organização da Igreja Católica de Rito Oriental - os patriarcas, os eparcas e exarcas e a liturgia específica dessas igrejas;
6. Os critérios para a definição de "sede vacante" e de "sede impedida";
7. As obrigações e os direitos dos bispos, dos párocos e dos fiéis;
8. As regras sobre o dízimo; uma obrigação de todos, e o seu modo de utilização;
9. As atribuições dos ministros ordinários e extraordinários da Eucaristia;
10. As exigências para ser padrinho de Batismo, Crisma e Matrimónio;
11. A idade mínima para o presbiterato e para o episcopado; as normas para os seminários;
12. Quem pode celebrar os sacramentos; a Comunhão em duas espécies - libação e intinção;
13. Regras sobre o Batismo; o Batismo fora da Igreja; o Batismo de não católicos; o Batismo por imersão, infusão e aspersão;
14. O Matrimónio com não católicos; impedimentos matrimoniais; os divorciados e a Igreja; a situação do padre casado;
15. Os casos de excomunhão de leigos e clérigos;
16. Outras punições canónicas a leigos e clérigos;
17. Quem não pode receber os sacramentos;
18. Regras sobre a Confissão; a confissão anual;
19. Sobre o Colégio Cardinalício (cardeais-diáconos, presbíteros e bispos); sobre o Consistório; sobre a eleição do Papa e sobre o governo temporário da Igreja;
20. Regras sobre as ordens religiosas; normas sobre o hábito eclesiástico;
21. Os tipos de sacramentais, as orações e os objetos sagrados; o ritual do exorcismo;
22. Os tribunais eclesiásticos e os processos judiciais;
23. Tipos de leis canónicas; promulgação de leis; dispensa de leis; tipos de penas - o perdão e a extinção das penas.

### Um trecho do Código de Direito Canónico[9]
Obs: Cân. significa cânone
Citação: LIVRO I
DAS NORMAS GERAIS
Cân. 1 — Os cânones deste Código dizem respeito unicamente à Igreja latina.
Cân. 2 — O Código geralmente não determina os ritos a observar na celebração das acções litúrgicas; pelo que as leis litúrgicas actualmente em vigor mantêm a sua validade, a não ser que alguma delas seja contrária aos cânones deste Código.
Cân. 3 — Os cânones do Código não ab-rogam nem derrogam as convenções celebradas pela Sé Apostólica com os Estados ou outras sociedades políticas, pelo que elas permanecem em vigor, não obstante as prescrições contrárias deste Código.
Cân. 4 — Os direitos adquiridos, e bem assim os privilégios até ao presente concedidos pela Sé Apostólica a pessoas, quer físicas quer jurídicas, que estão em uso e não foram revogados, continuam inalterados, a menos que sejam expressamente revogados pelos cânones deste Código.
Cân. 5 — §1. Os costumes, quer universais quer particulares, actualmente em vigor contra os preceitos destes cânones que são reprovados pelos próprios cânones deste Código ficam inteiramente suprimidos, e não se permita a sua revivescência; os restantes tenham-se também por suprimidos, a não ser que expressamente se determine outra coisa no Código ou sejam centenários ou imemoriais, os quais podem tolerar-se se, a juízo do Ordinário, segundo as circunstâncias dos lugares e das pessoas, não puderem ser suprimidos.
§ 2. Conservam-se os costumes para além da lei, actualmente em vigor, quer sejam universais quer particulares.
Cân. 6 — § 1. Com a entrada em vigor deste Código, são ab-rogados:
1.° o Código de Direito Canónico promulgado no ano de 1917;
2.° as outras leis, quer universais quer particulares, contrárias às prescrições deste Código, a não ser que acerca das particulares se determine outra coisa;
3.° quaisquer leis penais, quer universais quer particulares, dimanadas da Sé Apostólica, a não ser que sejam recebidas neste Código;
4.° as outras leis disciplinares universais respeitantes a matéria integralmente ordenada neste Código.
§ 2. Os cânones deste Código, na medida em que reproduzem o direito antigo, devem entender-se tendo em consideração também a tradição canónica.